# النسيان (مسلسل)
النسيان مسلسل تلفزيوني لبناني أُنتج وعُرض في سنة 2024، من إخراج الفوز طنجور، ومن تأليف شادي كيوان، ومن بطولة سيرين عبد النور، قيس شيخ نجيب، ندى أبو فرحات، يورغو شلهوب، كارول الحاج وآخرون.

## قصة المسلسل
تدور الأحداث حول زوجين يعيشان حياة سعيدة برفقة ولديهما، إلى حين وقوع حادث يقلب حياتهم رأسًا على عقب، حيث يُختطف ابنيهما فيحاولان البحث عنهما لإعادة لم شمل الأسرة من جديد.

## بطولة
- سيرين عبد النور في دور «ميا»
- قيس شيخ نجيب في دور «حازم»
- ندى أبو فرحات في دور «اليسار»
- يورغو شلهوب في دور «دكتور فادي»
- كارول الحاج في دور «هناء»
- فادي أبي سمرا في دور «أبو عمار»
- باسل حيدر
- سهير صالح في دور «زهرة»
- عهد ديب
- سامي أبو حمدان في دور «النقيب رفيق»
- أسامة المصري في دور «عاصي»
- عدنان عوض
- وسام برق